# Musina
Musina es un municipio local sudafricano situado en el distrito de Vhembe, en la provincia de Limpopo.

## Superficie
Musina tiene una superficie de 10347 km².

## Demografía
En 2022, tenía 130 899 habitantes, una densidad poblacional de 12,65 hab./km², y 45 934 viviendas.